# Piana Crixia
Piana Crixia (ligur nyelven A Ciâna) település Olaszországban, Liguria régióban, Savona megyében. Lakosainak száma 726 fő (2023. január 1.). Piana Crixia Dego, Pezzolo Valle Uzzone, Serole, Spigno Monferrato, Castelletto Uzzone és Merana községekkel határos.

## Népesség
A település lakossága az elmúlt években az alábbi módon változott:
| Lakosok száma | 806  | 807  | 726  |
|               | 2017 | 2018 | 2023 |